# Antigua e Barbuda ai Giochi della XXXIII Olimpiade
Antigua e Barbuda ha partecipato ai Giochi della XXXIII Olimpiade, svoltisi a Parigi dal 26 luglio all'11 agosto 2024, con una delegazione di cinque atleti, tre uomini e due donne.

## Delegazione
| Sport            | Uomini | Donne | Totale |
| ---------------- | ------ | ----- | ------ |
| Atletica leggera | 1      | 1     | 2      |
| Nuoto            | 1      | 1     | 2      |
| Vela             | 1      | 0     | 1      |
| Totale           | 3      | 2     | 5      |

## Risultati

### Atletica leggera
| Q | Qualificato al turno successivo per la posizione in qualificazione                                                           |
| q | Qualificato per il turno successivo per ripescaggio o, negli eventi su campo, conquistando la misura minima per qualificarsi |

Maschile
Eventi su pista e strada
| Atleta        | Evento      | Batteria  | Batteria  | Semifinale      | Semifinale      | Finale          | Finale          |
| Atleta        | Evento      | Risultato | Posizione | Risultato       | Posizione       | Risultato       | Posizione       |
| ------------- | ----------- | --------- | --------- | --------------- | --------------- | --------------- | --------------- |
| Cejhae Greene | 100 m piani | 10"17     | 4         | non qualificato | non qualificato | non qualificato | non qualificato |

Femminile
Eventi su pista e strada
| Atleta       | Evento      | Batteria  | Batteria  | Semifinale      | Semifinale      | Finale          | Finale          |
| Atleta       | Evento      | Risultato | Posizione | Risultato       | Posizione       | Risultato       | Posizione       |
| ------------ | ----------- | --------- | --------- | --------------- | --------------- | --------------- | --------------- |
| Joella Lloyd | 100 m piani | 11"37     | 5         | non qualificata | non qualificata | non qualificata | non qualificata |

### Nuoto
Maschile
| Atleta         | Evento     | Batterie | Batterie  | Semifinali      | Semifinali      | Finale          | Finale          |
| Atleta         | Evento     | Tempo    | Posizione | Tempo           | Posizione       | Tempo           | Posizione       |
| -------------- | ---------- | -------- | --------- | --------------- | --------------- | --------------- | --------------- |
| Jadon Wuilliez | 100 m rana | 1'02"70  | 26        | non qualificato | non qualificato | non qualificato | non qualificato |

Femminile
| Atleta     | Evento      | Batterie | Batterie  | Semifinali      | Semifinali      | Finale          | Finale          |
| Atleta     | Evento      | Tempo    | Posizione | Tempo           | Posizione       | Tempo           | Posizione       |
| ---------- | ----------- | -------- | --------- | --------------- | --------------- | --------------- | --------------- |
| Ellie Shaw | 100 m dorso | 1'14"78  | 35        | non qualificata | non qualificata | non qualificata | non qualificata |

### Vela
Maschile
| Atleta      | Evento       | Regata | Regata | Regata | Regata | Regata | Regata | Regata | Regata     | Regata     | Regata | Regata | Regata | Regata | Regata          | Regata          | Regata          | Regata          | Regata          | Regata          | Regata          | Regata          | Regata          | Regata          | Regata          | Regata          | Classifica |
| Atleta      | Evento       | 1      | 2      | 3      | 4      | 5      | 6      | 7      | 8          | 9          | 10     | 11     | 12     | QF     | SF1             | SF2             | SF3             | SF4             | SF5             | SF6             | F1              | F2              | F3              | F4              | F5              | F6              | Classifica |
| ----------- | ------------ | ------ | ------ | ------ | ------ | ------ | ------ | ------ | ---------- | ---------- | ------ | ------ | ------ | ------ | --------------- | --------------- | --------------- | --------------- | --------------- | --------------- | --------------- | --------------- | --------------- | --------------- | --------------- | --------------- | ---------- |
| Tiger Tyson | Formula Kite | 16     | 19     | 19     | 17     | 9      | 18     | 9      | cancellate | cancellate | N.D.   | N.D.   | N.D.   |        | non qualificato | non qualificato | non qualificato | non qualificato | non qualificato | non qualificato | non qualificato | non qualificato | non qualificato | non qualificato | non qualificato | non qualificato | 17         |